# Ipomoea fistulosa
Ipomoea fistulosa là một loài thực vật có hoa trong họ Bìm bìm. Loài này được Mart. ex Choisy mô tả khoa học đầu tiên năm 1845.